# Panagrolaimus davidi
Panagrolaimus davidi är en rundmaskart. Panagrolaimus davidi ingår i släktet Panagrolaimus och familjen Pangrolaimidae. Inga underarter finns listade i Catalogue of Life.